# Panna młoda w żałobie
Panna młoda w żałobie (fr. La mariée était en noir) – francusko-włoski film fabularny z 1967 roku w reżyserii François Truffauta. Oparty na powieści Williama Irisha pt. The Bride Wore Black, był nominowany w 1969 do Złotego Globu w kategorii najlepszy film zagraniczny.
Polska premiera odbyła we wrześniu 1969 roku w podwójnym pokazie z animowanym Kompozytorem i muzą Studia Miniatur Filmowych w Warszawie lub reportażem Zapusty Se-ma-foru.

## Obsada
- Jeanne Moreau – Julie Kohler
- Michael Lonsdale – Rene Morane
- Michel Bouquet – Coral
- Jean-Claude Brialy – Corey
- Charles Denner – Fergus
- Claude Rich – Bliss
- Daniel Boulanger – Delvaux
- Alexandra Stewart – Mlle Becker
- Sylvine Delannoy – Mme Morane
- Luce Fabiole – Matka Julie
- Michèle Montfort – modelka Fergusa
- Paul Pavel – Mechanik
- Gilles Quéant – Sędzia
- Serge Rousseau – David
- Van Doude – Inspektor
- Christophe Bruno – Cookie
- Jacqueline Rouillard